# 上三依鹽原溫泉口站

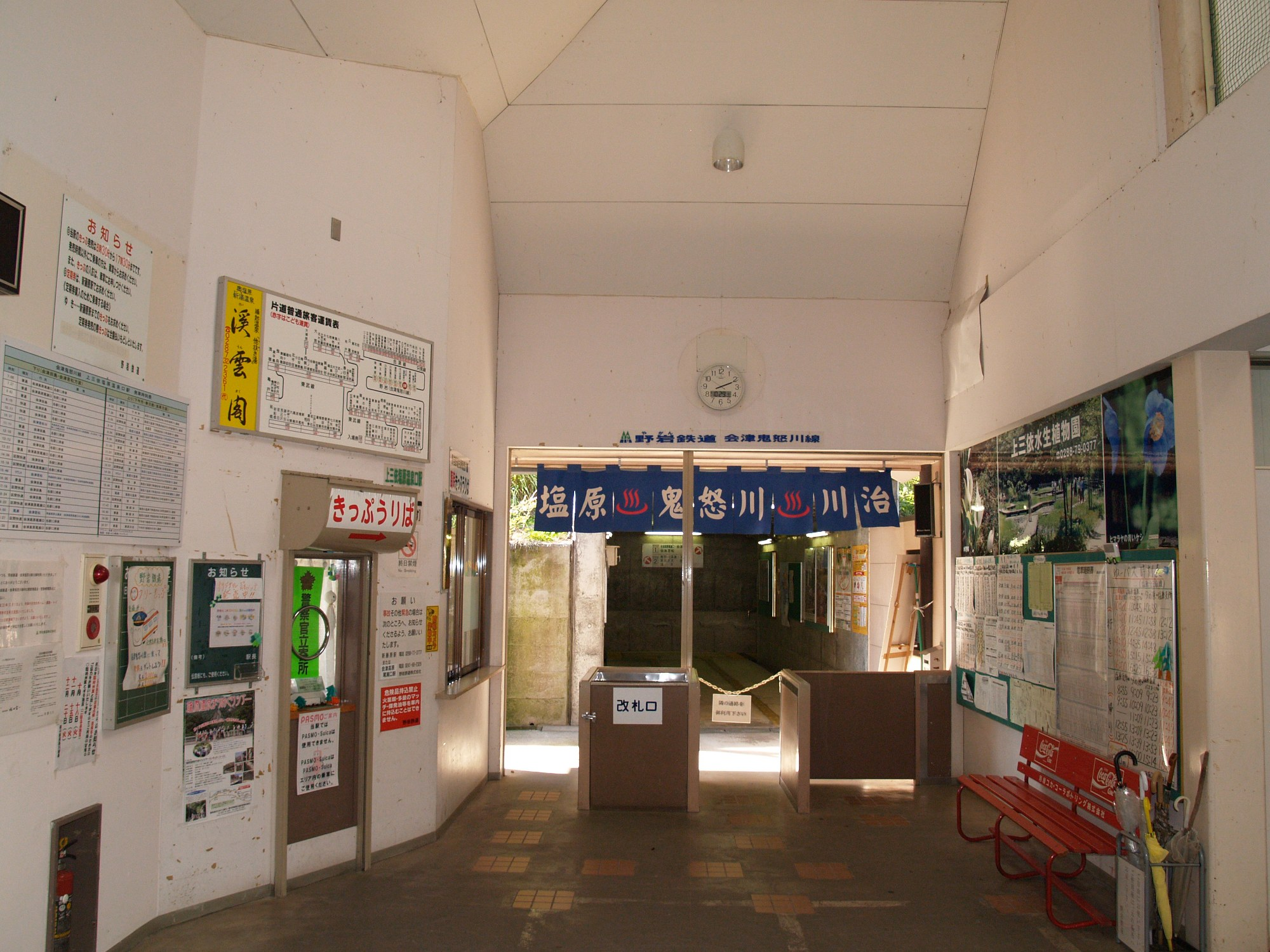
檢票口（2011年10月）

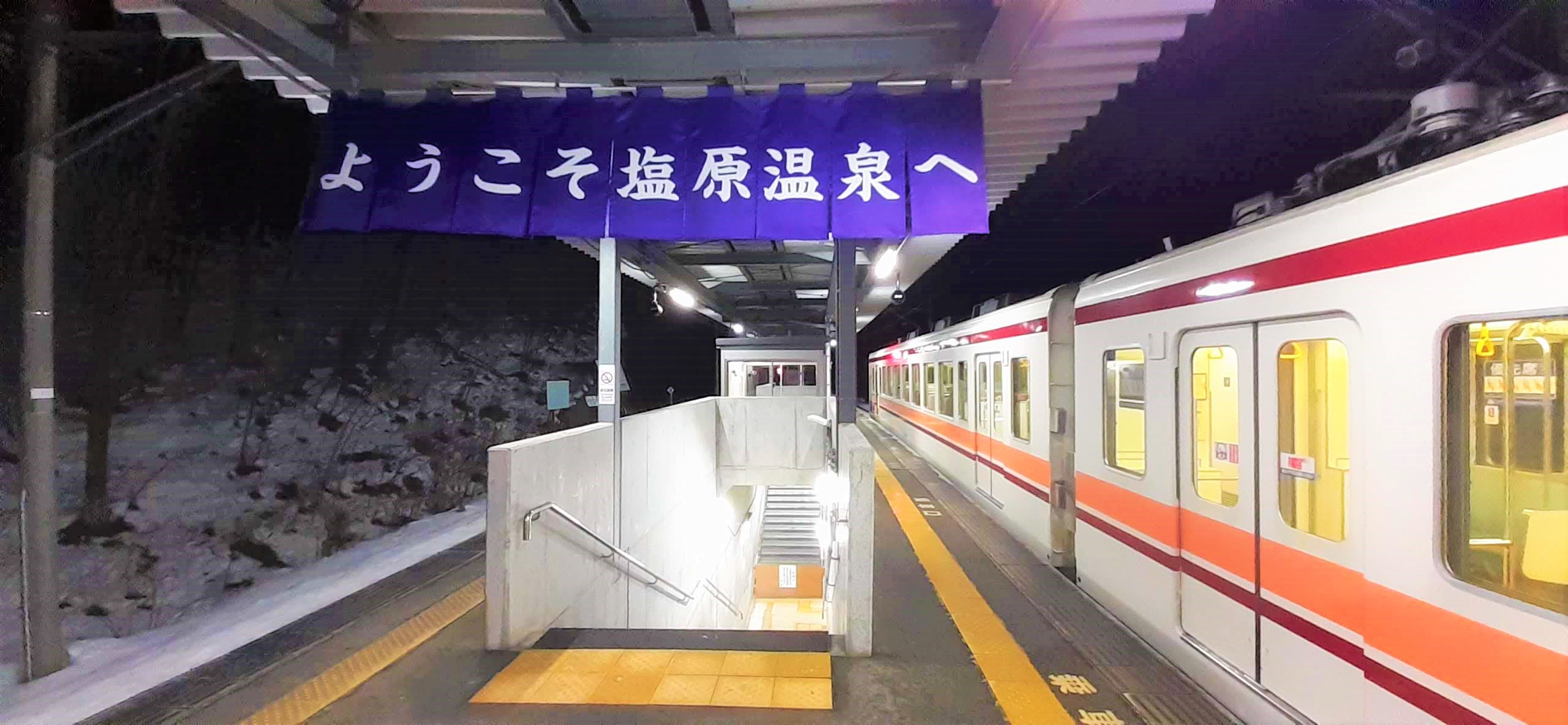
夜間的月台（2020年12月）

上三依鹽原溫泉口站（日语：／ Kamimiyori-shiobaraonsenguchi eki */?）是位於栃木縣日光市上三依804號，屬於野岩鐵道的會津鬼怒川線車站。

## 歷史
在建設野岩線階段，本站的臨時站名為「上三依站」，由於該線將會連接國鐵會津線（現時：會津鐵道會津線），並當時設有上三寄站（日语：／）（現時：蘆之牧溫泉站），兩站的日文讀法相同。因此本站啟用時的名稱為下野上三依站（日语：／）。隨後在1988年，從上三依地區連接那須郡鹽原町（現那須鹽原市）方向的國道400號尾頭隧道開通後，使此站可連接鹽原溫泉鄉，因此本站便改名為上三依鹽原站（日语：／）。在2006年3月時間表修正起，為了強調車站連接溫泉鄉，因此改名為上三依鹽原溫泉口站。
- 1986年（昭和61年）10月9日 - 下野上三依站啟用。
- 1988年（昭和63年）10月19日 - 隨著尾頭隧道開通，車站改名為上三依鹽原站。新設列車交會設備。
- 1998年（平成10年） - 被選定為關東車站百選。理由是「在山岳中設有西式風格帽子屋頂車站」。
- 2006年（平成18年）3月18日 - 車站改名為上三依鹽原溫泉口站。

## 車站構造
此站是地面車站，設有1面2線的島式月台，可進行列車交會。

### 月台
| 月台 | 路線          | 上下行 | 方向                                     |
| ---- | ------------- | ------ | ---------------------------------------- |
| 1    | ■會津鬼怒川線 | 下行   | 會津高原尾瀨口、會津田島、會津若松方向   |
| 2    | ■會津鬼怒川線 | 上行   | 新藤原、鬼怒川溫泉、東京天空樹、淺草方向 |

## 使用狀況
在2016年度，1年總乘車人次為6,844人。即是一日平均乘車人次為約19人。
以下為近年乘車人次變化。
| 年度               | 一年總 乘車人次 | 一日平均 乘車人次 |
| ------------------ | --------------- | ----------------- |
| 2008年（平成20年） | 11,749          | 32                |
| 2009年（平成21年） | 11,601          | 32                |
| 2010年（平成22年） | 9,053           | 25                |
| 2011年（平成23年） | 7,372           | 20                |
| 2012年（平成24年） | 9,116           | 25                |
| 2013年（平成25年） | 9,764           | 27                |
| 2014年（平成26年） | 8,481           | 23                |
| 2015年（平成27年） | 8,150           | 22                |
| 2016年（平成28年） | 6,844           | 19                |

## 車站周邊
- 日光市上三依水生植物園
- 國道121號（日语：国道121号）
- 國道400號（日语：国道400号）

## 巴士路線
| 巴士站             | 巴士公司                     | 系統            | 主要途經                     | 目的地           | 備註 | 參考資料 |
| ------------------ | ---------------------------- | --------------- | ---------------------------- | ---------------- | ---- | -------- |
| 上三依鹽原溫泉口站 | 那須鹽原市地域巴士「湯巴士」 | ■鹽原、上三依線 | 上鹽原、元湯溫泉口、鹽原分所 | 鹽原溫泉巴士總站 |      | [ 2 ]    |

## 其他
此站在日本只有漢字的車站名稱中，與WILLER TRAINS宮福線福知山市民醫院口站共同成為日本最長名稱車站（8隻字）。若計算假名，最長名稱車站分別為等持院·立命館大學衣笠校區前站（京福電氣鐵道）和南阿蘇水之誕生里白水高原車站（南阿蘇鐵道）。曾經萬葉線新湊港線設有射水市新湊廳舎前站，該站在2016年10月改名為西新湊站。在多摩都市單軌電車線中，中央大學·明星大學站設有8隻漢字，但是車站名稱中間設有間隔號。

## 相鄰車站
野岩鐵道
■會津鬼怒川線
- ■特急「Revaty會津」停車站

□快速「AIZU山特快」
中三依溫泉－上三依鹽原溫泉口－會津高原尾瀨口
■普通
中三依溫泉－上三依鹽原溫泉口－男鹿高原

## 注腳
1. 1 2  栃木県統計年鑑 （页面存档备份，存于）（日語）
2. ↑  9月1日からの「ゆーバス」及び「予約ワゴンバス」の路線図及び時刻表 （页面存档备份，存于）（日語）

## 外部連結
- 野岩鐵道 上三依鹽原溫泉口站 （页面存档备份，存于）（日語）